# Pentagon Papers

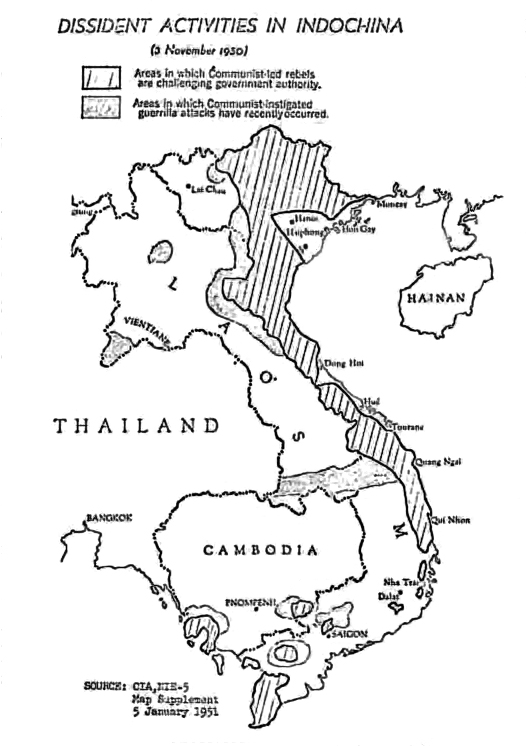
Een kaart van de CIA met dissidente activiteiten in Indochina, gepubliceerd in het kader van de Pentagon Papers

De Pentagon Papers, officieel United States–Vietnam Relations, 1945–1967: A Study Prepared by the Department of Defense, is een geheim rapport van het Amerikaanse ministerie van Defensie over de politieke en militaire inmenging van de VS in Vietnam tussen de jaren 1945 en 1967. Het kreeg wereldwijd bekendheid, nadat delen ervan zonder toestemming van de autoriteiten door Amerikaanse dagbladen waren gepubliceerd, te beginnen op 13 juni 1971 door The New York Times, daarna door de The Washington Post. Het publiek belang van de onthullingen lag er volgens de betrokken journalisten in, aldus een artikel van The New York Times in 1996, dat de Pentagon Papers onder andere aantoonden dat de regering van president Lyndon B. Johnson systematisch had gelogen, niet alleen tegen de bevolking, maar ook tegen het Congres, over een onderwerp dat het nationaal belang oversteeg.
In juni 2011 werden de documenten officieel vrijgegeven.

## Vietnam Study Task Force
Minister van Defensie Robert McNamara richtte op 17 juni 1967 de Vietnam Study Task Force op, met de bedoeling een encyclopedische geschiedenis van de Vietnamoorlog te schrijven. De drijfveer van de minister is onduidelijk. McNamara beweert dat hij een geschreven bron wilde voor historici, maar hij hield het rapport voor de rest van de regering geheim. Noch president Johnson, noch minister van Buitenlandse Zaken Dean Rusk wisten aanvankelijk van het bestaan van de taskforce.
McNamara gebruikte geen historici van het departement, maar koos zijn assistent McNaughton, diens assistent Halperin en ambtenaar van Defensie Gelb om het project te leiden. Zesendertig analisten, van wie de helft militaire officieren in dienst en de rest academici en civiel personeel bij het ministerie, werkten aan het rapport. De analisten gebruikten grotendeels bestaande documenten van het kabinet van Defensie en spraken niet met de strijdmachten, het Witte Huis of andere federale agentschappen, zodat het rapport geheim bleef.
McNamara verliet Defensie in februari 1968 en zijn opvolger Clifford ontving het uitgewerkte rapport op 15 januari 1969, vijf dagen voor de inauguratie van Richard Nixon, hoewel Clifford beweert dat hij het nooit gelezen heeft. Het rapport telde 3.000 bladzijden met historische analyses en 4.000 pagina's met oorspronkelijke overheidsdocumenten in 47 delen. Het was als Top Secret - Sensitive aangeduid. Sensitive is geen officiële aanduiding, het betekende dat publicatie de overheid in verlegenheid zou brengen. Er werden vijftien kopieën verspreid, de onafhankelijke denktank RAND Corporation ontving er twee van.

## Onthullingen
Daniel Ellsberg kende de leiders van de taskforce goed. Hij had gewerkt als assistent van McNaughton van 1964 tot 1965. Hij had zelf aan het rapport gewerkt gedurende meerdere maanden in 1967 en in 1969 kon hij het werk bij RAND inzien. Omdat hij sindsdien tegen de Vietnamoorlog gekant was, kopieerde Ellsberg met zijn vriend Russo het rapport in oktober 1969 met de bedoeling het openbaar te maken. Hij benaderde onder anderen Nixons veiligheidsadviseur Henry Kissinger en senatoren Fulbright en McGovern, maar niemand toonde interesse.
In februari 1971 sprak Ellsberg over het rapport met New York Times-reporter Neil Sheehan (1936-2021), en in maart gaf hij hem 43 van de 47 delen. De Times begon delen te publiceren vanaf 13 juni 1971. Het eerste artikel was Vietnam Archive: Pentagon Study Traces Three Decades of Growing US Involvement. Later kreeg de Washington Post onder hoofdredacteur Ben Bradlee de beschikking over het hele rapport. De naam Pentagon Papers werd gebruikt voor het rapport in de daaropvolgende publicaties in de Washington Post, New York Times en andere media. Straatprotesten, politieke controverse en rechtszaken waren het gevolg.
Mike Gravel was tot 2008 lid van de Democratische Partij en van 1969 tot 1981 senator voor Alaska. Hij was ook verantwoordelijk voor het openbaar maken van de Pentagon Papers, door 4.100 pagina's van deze documenten vrij te geven.

## Inhoud
De documenten onthulden dat de VS met opzet de oorlog had uitgebreid door Cambodja en Laos te bombarderen. Het bombarderen van Cambodja en Laos dateert van 1969/1970, de Pentagon Papers bestrijken de periode tot 1967, door de kust van Noord-Vietnam te bestoken en door aanvallen van het Marine Corps. Geen enkele van deze acties was in de media verschenen in de VS. De zwaarste onthullingen toonden aan dat vier regeringen, van Truman tot Johnson, de bevolking misleid hadden wat betreft hun bedoelingen. Zo had de regering van John F. Kennedy plannen gemaakt om de Zuid-Vietnamese leider Ngô Đình Diệm in 1963 met een staatsgreep af te zetten.
In een ander voorbeeld somde een memo van het ministerie van Defensie onder de regering Johnson de redenen op voor de Amerikaanse interventie:
- 70% - Om een vernederende nederlaag voor de VS te vermijden.
- 20% - Om Zuid-Vietnam en aangrenzende gebieden uit Chinese handen te houden.
- 10% - Om het Zuid-Vietnamese volk een beter en vrijer leven te geven.
- OOK - Om uit de crisis te komen zonder onaanvaardbare schade door de gebruikte methodes.
- NIET - Om 'een vriend te helpen'.[4]

## Films
- The Pentagon Papers uit 2003 is een historische film over de Pentagon Papers en de rol van Daniel Ellsberg in de publicatie.
- The Post uit 2017, van Steven Spielberg met Meryl Streep en Tom Hanks in de hoofdrollen.
- The Vietnam War (TV Mini Serie 2017), A comprehensive history of the United States' involvement in the bitterly divisive armed conflict in Southeast Asia.

## Voetnoten
1. ↑  (en)  UPI. The Pentagon Papers, 1971
2. ↑  (en)  New York Times. Pentagon Papers. Archief
3. ↑  (en)  D Frum: How We Got Here: The 70's. Basic Books, 2000, blz. 43. ISBN 0465041957
4. ↑  (en)  R Perlstein: Nixonland: The Rise of a President and the Fracturing of America. Simon and Schuster, 2008. ISBN 9780743243025

## Verwijzingen
- (en)  The Pentagon Papers. Volledige tekst uit 1971, in boekvorm ISBN 0-8070-0526-6 en ISBN 0-8070-0522-3
- (en)  Beacon The Pentagon Papers & UUs